# 瀬上町
瀬上町（せのうえまち）は、福島県福島市の地名。郵便番号は960-0101。本項ではかつて同地域に所在した信夫郡瀬ノ上村（せのうえむら）、瀬上町（せのうえまち）についても述べる。

## 地理
福島市街地の北に位置し、北流する阿武隈川と東流する摺上川の合流点にあたる。阿武隈川左岸には国道4号、それに並行する福島県道353号国見福島線（陸羽街道、旧国道4号）が通る。地内は旧宿場町で、陸羽街道周辺は江戸期の宿駅が置かれていた。摺上川右岸、阿武隈川と国道4号の間には、団地や桜町ニュータウンなどの新興住宅地があり、その南端に阿武隈急行瀬上駅が置かれている。瀬上駅南東に瀬上工業団地、摺上川左岸に北福島地区と、地内には工業団地がみられる。阿武隈急行以南は住宅地は少なく、果樹園が多い。
- 河川：阿武隈川、摺上川、胡桃川

## 世帯数と人口
2017年（平成29年）6月30日現在の世帯数と人口は以下の通りである。
| 大字   | 世帯数    | 人口    |
| ------ | --------- | ------- |
| 瀬上町 | 3,072世帯 | 6,981人 |

## 歴史
- 1889年（明治22年）4月1日 - 町村制の施行により、信夫郡瀬上村および宮代村の一部の区域をもって瀬ノ上村が発足。
- 1902年（明治35年）1月10日 - 瀬ノ上村が町制施行して瀬上町となる。
- 1947年（昭和22年）3月10日 - 瀬上町が福島市に編入され、旧町域は福島市瀬上町となる。

## 交通

### 鉄道
かつて福島電気鉄道（現・福島交通）飯坂東線（1971年廃止）が通っており、地内に瀬上局前駅、瀬上荒町駅、河原町駅が設置されていた。現在では阿武隈急行線がほぼ東西に通っている。
- 阿武隈急行
  - 阿武隈急行線: 福島学院前駅 - 瀬上駅 - 向瀬上駅

### 路線バス
- 福島交通福島支社
  - 伊達・上ヶ戸経由掛田
  - 伊達経由保原
  - 伊達経由北福島医療センター
  - 伊達経由湯野
  - 桑折
  - 藤田
  - 藤田経由小坂
  - 南向台経由医大
  - 福島駅東口

### 道路
- 国道4号
- 福島県道155号飯坂瀬ノ上線
- 福島県道197号東福島停車場線
- 福島県道353号国見福島線（陸羽街道）
- 福島県道387号飯坂保原線

## 施設
- 福島県警察福島北警察署瀬上交番
- 福島県教育センター
- 福島市立瀬上小学校
- 福島文化瀬上幼稚園
- 福島福祉施設協会瀬上保育所
- 東邦銀行瀬上支店
- サテライト福島
- ダイナパック福島事業所
- セイノースーパーエクスプレス福島営業所
- みやぎ生活協同組合 コープふくしま瀬上店
- コメリハード&グリーン瀬上店
- 東京靴流通センター瀬上店
- ブックオフ福島瀬上店

## 小・中学校の学区
| 小学校 | 福島市立瀬上小学校     | 阿武隈川西側の地区 |
| 小学校 | 福島市立月輪小学校     | 阿武隈川東側の地区 |
| 中学校 | 福島市立北信中学校     |                    |
| 中学校 | 福島市立福島第三中学校 |                    |

※隣接校を選択できる通学区域を含む。